# Француска на Летњим олимпијским играма 1904.
Француска није послала ни једног такмичара да се такмичи на Летњим олимпијским играма 1904. одржаним у Сент Луису, Мисури, САД. Али ипак је један такмичар, Алберт Кори, регистрован да је био француске националности. Чак је и Међународни оллимпијски комитет изашао са два податка. Коријеву сребрну медаљу у маратону је приписао екипи  САД а њега су лично сврстали у мешовити тим заједно са четири американца у трци на 4 миље. 

## Учесници по спортовима
| Спорт     | Мушкарци | Жене | Укупно |
| --------- | -------- | ---- | ------ |
| Атлетика  | 1        | 0    | 1      |
| Укупно(1) | 1        | 0    | 1      |

## Медаље
| медаља | име         | спорт    | дисциплина | датум      |
| ------ | ----------- | -------- | ---------- | ---------- |
|        | Алберт Кори | Атлетика | маратон    | 30. август |

## Резултати

### Атлетика
| дисциплина | позиција | атлетичар   | резултат |
| ---------- | -------- | ----------- | -------- |
|            |          |             |          |
| маратон    | 2        | Алберт Кори | 03:34:00 |
|            |          |             |          |